# Apalis jacksoni
Apális-de-garganta-preta ou apális-de-suíças-garrido (Apalis jacksoni) é uma espécie de ave da família Cisticolidae.
Pode ser encontrada nos seguintes países: Angola, Burundi, Camarões, República Centro-Africana, República do Congo, República Democrática do Congo, Guiné Equatorial, Gabão, Quénia, Nigéria, Ruanda, Sudão, Tanzânia e Uganda.
Os seus habitats naturais são: regiões subtropicais ou tropicais húmidas de alta altitude.